# Asesinato de Suzanne Jovin
Suzanne Nahuela Jovin (Gotinga, 26 de enero de 1977 - New Haven, Connecticut; 4 de diciembre de 1998) fue una joven de nacionalidad alemana, estudiante de la Universidad Yale, que fue brutalmente apuñalada hasta la muerte fuera del campus. La ciudad de New Haven, donde se encontraba su facultad, y Yale ofrecieron 150 000 dólares a cambio de información que condujera a la detención y condena de su asesino. Suzanne trabajaba como voluntaria en el programa Yale Tutoring in Elementary Schools, cantó en el Coro de Estudiantes de Primer Año y en la Orquesta de la Sociedad Bach, fue cofundadora del Club Alemán y trabajó durante tres años en el comedor Davenport.

## Asesinato
En la tarde del viernes 4 de diciembre de 1998, después de entregar un borrador de su trabajo final de carrera, Jovin comenzó los preparativos para una fiesta que había organizado la iglesia luterana Trinity, en el número 292 de Orange Street, para la sección local de Best Buddies, una organización internacional que reúne a estudiantes y adultos con discapacidad mental. A las 20:30, después de quedarse hasta tarde para ayudar en la limpieza, estaba llevando a casa a otro voluntario en una ranchera prestada por la universidad. Alrededor de las 20:45, devolvió el coche al aparcamiento de propiedad de Yale en la esquina de Edgewood Avenue y Howe Street, y caminó dos manzanas hasta su apartamento en el segundo piso del 258 de Park Street, en el piso de arriba de una subestación de policía de Yale.
Poco antes de las 20:50 horas, unos amigos pasaron junto a la ventana de Jovin y le preguntaron si quería ir al cine con ellos. Jovin se negó y dijo que esa noche tenía que hacer los deberes. A las 21:02, Jovin se conectó a su cuenta de correo electrónico de Yale y le dijo a una amiga en alemán que iba a dejarle unos libros de GRE en el vestíbulo del edificio de apartamentos de Jovin, una vez que los hubiera recuperado de una persona no identificada que se los había pedido prestados. También le facilitó el código de acceso a su puerta. Se desconoce si Jovin conoció a esta persona esa noche. A las 21:10 se desconectó. Se desconoce si hizo o recibió alguna llamada; las llamadas dentro del sistema telefónico de Yale no eran rastreables. Llevaba las mismas botas de montaña, vaqueros y jersey de lana granate que había llevado en la fiesta.

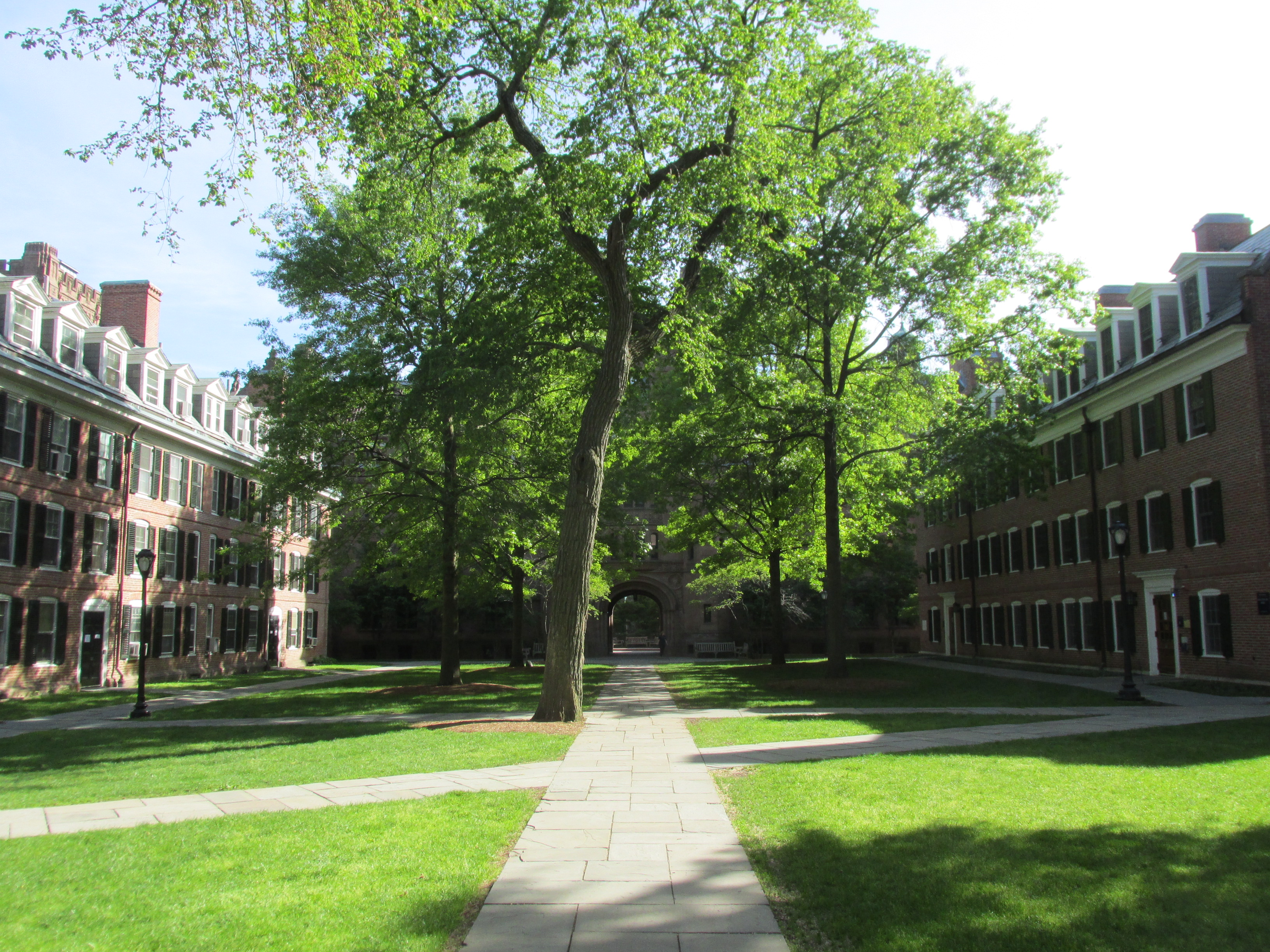
Área del Old Campus, donde Jovin pasó para devolver las llaves del coche que tomó prestado, una hora antes de perdérsele el rastro.

Poco después, Jovin se dirigió a pie al centro de comunicaciones de la policía de Yale, situado bajo el arco de Phelps Gate, en el antiguo campus de Yale, para devolver las llaves del coche que le habían prestado. Poco antes de llegar a su destino, sobre las 21:22, Jovin se encontró con su compañero de clase Peter Stein, que había salido a dar un paseo. El Yale Daily News cita a Stein diciendo: "No mencionó planes de ir a ningún sitio ni de hacer nada más después. Stein también dijo que Jovin no llevaba mochila, que llevaba una o más hojas de papel blanco en la mano derecha, que caminaba a un ritmo "normal" y no parecía nerviosa ni excitada, y que su encuentro duró sólo dos o tres minutos.
Basándose en la cronología, se supone que Jovin devolvió las llaves del coche prestado sobre las 21:25 horas. Al parecer, otro estudiante de Yale la vio por última vez con vida entre las 21:25 y las 21:30, cuando regresaba a pie de un partido de hockey de Yale, "caminando hacia el norte por College Street". Sin embargo, más tarde se aclaró: "No está claro si Jovin estaba caminando hacia algún lugar, esperando a alguien o deteniéndose a admirar las luces navideñas a lo largo de New Haven Green".
A las 21:55, un transeúnte llamó al 911 para informar de que había una mujer sangrando en la esquina de Edgehill Road y East Rock Road, a unos 3 kilómetros del campus de Yale, donde Jovin fue vista con vida por última vez. Cuando la policía llegó a las 21:58, encontró a Jovin mortalmente apuñalada 17 veces en la nuca y el cuello y degollada. Estaba tumbada boca abajo, con los pies en la calzada y el cuerpo en la zona de hierba entre la calzada y la acera. Estaba completamente vestida y aún llevaba su reloj y sus pendientes, con un billete de un dólar arrugado en el bolsillo. Más tarde se encontró su cartera en su habitación. Suzanne Jovin fue declarada oficialmente muerta a las 22:26 horas en el hospital Yale New Haven.

## Evidencias
La policía y los medios de comunicación señalaron numerosos elementos y observaciones como posibles pruebas, muchos de los cuales fueron desacreditados, considerados rumores o poco fiables, o explicados. Las pruebas físicas más notables fueron el ADN encontrado en raspaduras tomadas de debajo de las uñas de la mano izquierda de Jovin, las huellas dactilares de Jovin y la huella parcial de la palma de la mano de una persona desconocida encontradas en una botella de Fresca en los arbustos frente a donde se encontró su cuerpo, y la punta del cuchillo utilizado en el ataque que se alojó en su cráneo.
Las observaciones más notables parecieron ser "una furgoneta de color tostado o marrón detenida en la calzada mirando hacia el este, inmediatamente adyacente al lugar donde se encontró a Suzanne", "un hombre de unos 20 o 30 años, de complexión atlética, pelo bien peinado, pantalones oscuros, chaqueta holgada de color verdoso, que corría como si su vida dependiera de ello en dirección opuesta a donde fue asesinada Suzanne Jovin", y "un misterioso y anodino "alguien", a quien Jovin mencionó en un correo electrónico que envió menos de una hora antes de que la encontraran apuñalada", a quien había prestado el material de estudio para el examen GRE de una amiga.
La única especulación sobre el arma homicida se produjo en la emisión del 1 de marzo de 2000 del programa 20/20 de la cadena ABC News. Según la voz en off del presentador John Miller: "El médico forense identificaría más tarde sólo una de las 17 puñaladas como mortal". La policía de New Haven nunca llegó a revelar si se realizaron pruebas que ayudaran a determinar con precisión la marca y el modelo del cuchillo.
Aunque no ha habido informes de que nadie presenciara la entrada o salida de Jovin de ningún vehículo, se asumió que Jovin lo había hecho obligada o, en menor medida, voluntariamente, ya que era prácticamente imposible que hubiera llegado a pie a la intersección de Edgehill y East Rock Roads en el corto espacio de tiempo transcurrido entre la última vez que fue vista con vida y cuando fue encontrada sangrando por testigos a casi tres kilómetros de distancia. El Departamento de Policía de New Haven (NHPD) no hizo pública la existencia de la furgoneta marrón hasta el 27 de marzo de 2001. Aunque miembros de la facultad de Yale habían informado de que la policía preguntaba en privado por la furgoneta al inicio de la investigación, nunca se ha explicado por qué se tardó más de dos años en hacerse pública la información. Y aunque el New Haven Register informó el 8 de noviembre de 2001 de que la NHPD había incautado una furgoneta marrón como parte de la investigación sobre Jovin, nunca se confirmó ninguna relación.
La existencia de la botella de Fresca salió a la luz el 1 de abril de 2001, por el reportero Les Gura, del Hartford Courant. La única tienda en las inmediaciones del campus que vendía este refresco y que seguía abierta a la hora en que Jovin fue visto con vida por última vez era Krauszer's Market, en York Street, cerca de Elm Street, una manzana al sur del apartamento de la joven. Aunque el local contaba con grabación de vídeo de sus clientes por motivos de seguridad, la policía nunca pidió verla y nunca informó de haber pedido ayuda a los empleados o clientes de la tienda sobre si habían visto algo inusual esa noche. La huella de la palma de la mano del extranjero no fue identificada, y los llamamientos públicos para que se extrajeran pruebas de ADN de ella y de otras fuentes potenciales han sido desoídos.
La primera mención de la existencia del ADN de las uñas se hizo el 26 de octubre de 2001, tras una petición de la policía de New Haven a colegas, amigos y conocidos de Jovin para que se presentaran voluntariamente y dieran muestras de ADN. Nunca se explicó por qué se tardaron casi tres años en analizar dicho ADN. El 14 de septiembre de 2009, los padres de Jovin escribieron a la entonces gobernadora de Connecticut, Jodi Rell, que "las posibles investigaciones forenses, posibles gracias a los importantes avances tecnológicos de la década transcurrida, no se están llevando a cabo debido a las deficiencias del Laboratorio de Ciencias Forenses de Connecticut". La oficina de Rell admitió que el laboratorio también tenía un retraso de 12 000 muestras de ADN que debían analizarse. Los resultados de ADN del material recogido bajo una uña de la mano izquierda de Jovin permanecieron sin cotejar hasta noviembre de 2009. En ese momento se determinó que el ADN coincidía con el de un técnico de pruebas de rastreo del Laboratorio Forense de la Policía Estatal de Connecticut, y que era el resultado de una contaminación accidental de pruebas en el laboratorio.
A finales de junio de 2008, el Grupo de Trabajo Jovin reveló que sólo unos días después del crimen: "Una automovilista dijo a la policía en el momento que ella estaba conduciendo en el área de Whitney Avenue y Huntington Street alrededor de las 22 horas, cuando vio a un hombre blanco sprint pasado ella y desaparecer en la propiedad de la iglesia". En cuanto a por qué este testimonio fue ocultado al público durante casi una década: "Las fuentes dijeron que la policía en ese momento le mostró una foto del profesor de Yale James Van de Velde, asesor de tesis de Jovin, a quien la policía había identificado públicamente como sospechoso, para determinar si él era el hombre que ella vio. También la llevaron en una furgoneta sin matrícula al despacho de Van de Velde para que pudiera verle en persona. Ella les dijo que Van de Velde no era el hombre que había visto huir, y los investigadores no volvieron a ponerse en contacto con ella, según las fuentes". Posteriormente, el Grupo empezó a colgar un retrato robot de esta persona por el barrio en el que fue visto.
El 16 de julio de 2008, el Grupo Especial Jovin proporcionó más detalles sobre el último correo electrónico de Jovin, escrito en alemán a una amiga, sobre el material de estudio para el examen GRE que Jovin le dejaría para que lo recogiera. "Jovin escribió que recogería los libros y los dejaría en el vestíbulo de su apartamento para que la compañera los recogiera, dando a su compañera el código de su apartamento en caso de que Jovin no estuviera en el edificio". Los materiales nunca fueron devueltos, ni nadie se ha presentado como el prestatario, lo que llevó a muchos a especular que el prestatario podría haber estado involucrado en su asesinato. Además, el hecho de que Jovin utilizara la palabra "alguien" para referirse al prestatario da a entender a muchos que no lo conocía muy bien.

## Investigación
Cuatro días después de su asesinato, el nombre del director de tesis de Jovin, James Van de Velde, se filtró al New Haven Register como principal sospechoso del caso. Quince meses después, el criminólogo John Pleckaitis, entonces sargento del Departamento de Policía de New Haven, admitió ante el periodista Les Gura, del Hartford Courant: "Desde el punto de vista de las pruebas físicas, no teníamos nada que le relacionara con el caso [...] La policía aceptó la oferta del famoso criminólogo Henry Lee de reconstruir la escena del crimen, pero no la llevó a cabo.
A raíz de las preguntas que se hicieron a la comunidad de Yale y de que se diera a conocer el nombre de Van de Velde antes de que terminara su interrogatorio policial, resultó evidente que la policía de Nueva Hampshire, por razones no reveladas, estaba convencida de que Van de Velde y Jovin tenían una relación ilícita o no correspondida, una idea que los amigos de Jovin, incluido su novio, consideraban totalmente improbable. Sin embargo, a pesar de no revelar ninguna prueba física o un motivo, la NHPD continuó manteniendo que su nombramiento de Van de Velde no era presuntuoso. Yale, bajo la dirección del decano Richard H. Brodhead, optó entonces por cancelar las clases de Van de Velde de la primavera de 1999 citando su presencia como una "gran distracción" para los estudiantes, lo que dañaba su reputación y su carrera académica.
En 2000, Van de Velde y sus colegas alentaron enérgica y finalmente públicamente a Yale a contratar a sus propios investigadores privados para estudiar el caso. En diciembre de 2000, bajo la presión adicional de la familia Jovin, Yale cedió y contrató al equipo de Andrew Rosenzweig, ex investigador jefe de la oficina del fiscal del distrito de Nueva York, y Patrick Harnett, ex oficial al mando de la brigada de delitos graves del Departamento de Policía de Nueva York. Fue por su insistencia que el Departamento de Policía de Nueva York permitió que el laboratorio forense estatal analizara las muestras de ADN de las uñas de Jovin. Ni el ADN resultante ni la huella dactilar de la botella de Fresca coincidían con Van de Velde, lo que llevó a Harnett a etiquetar a Van de Velde como "Richard Jewell con un doctorado", en referencia a un hombre inocente cuya vida fue arruinada por la publicidad policial en 1996. Yale no ha hecho pública su investigación ni ha explicado su secretismo.
La NHPD respondió poniéndose en contacto con la Marina estadounidense, principal empleador de Van de Velde en aquel momento, instándoles a reconsiderar su contrato de trabajo con él, llegando incluso a viajar a Washington D. C. para reunirse con funcionarios de la Marina. Se llevó a cabo una revisión exhaustiva que permitió a Van de Velde conservar su puesto de trabajo y su acreditación de seguridad. Ante la sensación de que la investigación había llegado a su fin, Van de Velde emprendió una campaña de envío de cartas instando a la unidad de casos sin resolver del estado de Connecticut a que se hiciera cargo del caso. Ante la negativa del fiscal jefe del estado, Van de Velde comenzó a presionar a la policía para que realizara más pruebas forenses de última generación.
El 1 de septiembre de 2006, casi ocho años después del asesinato, la investigación de Jovin se clasificó oficialmente como caso sin resolver y se trasladó a la Unidad de Casos Sin Resolver de Connecticut. Sin embargo, el caso nunca se añadió al sitio web de la Unidad de Casos Sin Resolver ni se mencionó la recompensa ofrecida, lo que llevó a Van de Velde a escribir cartas de queja una vez más. El 29 de noviembre de 2007, el ayudante del fiscal James Clark admitió que el caso había sido reasignado en secreto a New Haven en junio de ese año, esta vez bajo los auspicios de un equipo de cuatro detectives jubilados. Según Clark: "ninguna persona es sospechosa del crimen, y todo el mundo es sospechoso del crimen". Una vez más se dice que el caso está en manos de la Unidad de Casos Sin Resolver de Connecticut, aunque una vez más no se menciona en su página web.
El 8 de diciembre de 2012, un grupo de residentes de la zona presentó al Grupo de Trabajo Jovin posibles pruebas de que el asesino de Jovin podría haber sido un antiguo estudiante de posgrado de Yale que, tras decir a sus amigos que estaba convencido de que sería arrestado de forma inminente por el asesinato, se suicidó. La Task Force se negó a seguir la pista. Estos residentes presentaron entonces una solicitud de Libertad de Información contra New Haven y Yale; la audiencia programada para el 31 de mayo de 2013 se pospuso entonces a petición de la ciudad.
En noviembre de 2016, dos miembros de un equipo de documentales de televisión también solicitaron a la Comisión de Libertad de Información de Connecticut acceso a los registros policiales relacionados. El asunto se trató el 17 de abril de 2017, y meses después, el 1 de septiembre, se emitió una decisión en la que se denegaba la solicitud. La Comisión citó el testimonio de la fiscal estatal adjunta Marcia Pillsbury de que "la divulgación de los registros perjudicaría un posible enjuiciamiento del asesino de Jovin", encontrando que "una posible acción de aplicación de la ley es una posibilidad razonable". Al informar sobre la decisión, el Hartford Courant detalló además que la ropa de Jovin se sometería a pruebas de ADN táctil, el FBI se volvió a involucrar, se estaban entrevistando testigos nuevos y anteriores, y se estaba contratando a un hipnotizador para "entrevistar a un testigo clave que podría haber visto a Jovin caminando solo unos minutos antes de ser asesinada".
El 2 de diciembre de 2018, justo antes del 20 aniversario del asesinato, el ex investigador jefe de Yale, Andy Rosenzweig, finalmente rompió su silencio sobre la chapucera investigación policial: "Cuando la gente es alimentada con un flujo constante de informes de que la policía ya sabe quién cometió el crimen y hará un arresto pronto, tienden a pensar que su información no es importante y probablemente esté equivocada. Lamentablemente, nunca sabremos cuántas de esas fuentes en el caso Jovin nunca se presentaron". El 27 de diciembre de 2019, en un intento de obligar al Estado de Connecticut a cumplir finalmente su promesa de décadas de realizar pruebas de ADN de las pruebas utilizando tecnología moderna, y para arrojar más luz sobre la persona de interés del "running man", alias "Billy", el bloguero Jeffrey Mitchell lanzó The Green Jacket Killer, un documental sobre el crimen.

## Hechos posteriores
El 12 de enero de 2001, Van de Velde demandó a la Universidad de Quinnipiac por despedirle injustamente de un programa de posgrado en el que estaba matriculado. Van de Velde aceptó retirar la demanda el 26 de enero de 2004, a cambio de 80 000 dólares.
El 7 de diciembre de 2001, Van de Velde demandó al Departamento de Policía de Nueva Hampshire ante un tribunal federal de Connecticut, alegando que habían violado sus derechos civiles al nombrarle públicamente sospechoso a él solo, mientras que afirmaban que también existían otros sospechosos. Van de Velde añadió a Yale como demandado el 15 de abril de 2003. El juez federal de distrito Robert N. Chatigny desestimó la demanda el 15 de abril de 2003.Chatigny desestimó las demandas federales con prejuicio y las demandas estatales sin prejuicio el 15 de marzo de 2004. Van de Velde pidió a Chatigny que lo reconsiderara en mayo de 2006, por lo que el juez volvió a admitir las demandas estatales y federales el 11 de diciembre de 2007. El 3 de junio de 2013, New Haven y Yale llegaron a un acuerdo monetario con Van de Velde.
El fiscal del estado Michael Dearington admitió públicamente por primera vez que Van de Velde ya no es sospechoso del asesinato.
Una serie de crímenes reales sobre el crimen, Edgehill, estaba en desarrollo en el canal de cable Esquire Network en 2017, pero nunca comenzó ninguna planificación o filmación ya que la red cerró varios meses después.